# Оркестр народної та популярної музики Українського радіо
Академічний оркестр народної та популярної музики Українського радіо — радіоансамбль Українського радіо, створений 1929 року в Харкові, тодішній столиці УРСР.
Входить до Об'єднання художніх колективів «Музика» Українського радіо.
Оркестр виконує інструментальні твори, різні за стилем, жанром і характером, супроводжує виступи солістів-співаків та інструменталістів. При оркестрі діє ансамбль бандуристок. Основним напрямком роботи колективу є фондові записи для Українського радіо.
Фондові записи оркестр здійснює в одній з найкращих та найбільших в Європі студій звукозапису — Великій студії Будинку звукозапису Українського радіо.

## Склад
На початку в його складі були мандоліни, лютні, гітари, домри, концертини, баяни.
З 1959 до склад оркестру увійшли скрипки, альти, віолончель, контрабас, бандури, цимбали, сопілка, флейта, кларнет, ударні інструменти.
З часом склад оркестру доповнився кобзами та духовими інструментами.
В оркестрі — 35 виконавців. До нього входять:
- струнно-смичкові (скрипки перші — п'ять, скрипки другі — чотири, альти — два, віолончелі — дві, контрабас -один);
- струнно-щипкові (бандури — п'ять, кобзи-прими — дві, кобзи-тенор-дві);
- струнно-ударні — цимбали концертні — двоє.
- Духові: сопілка — одна, флейти — дві, гобої — два, кларнети — два, баяни — два, фагот — один.
- Ударні: литаври, бубон, малий барабан, великий барабан, трикутник.

Використовуються епізодичні інструменти — ліра, свиріль, бугай, козобас та інші.

## Керівники

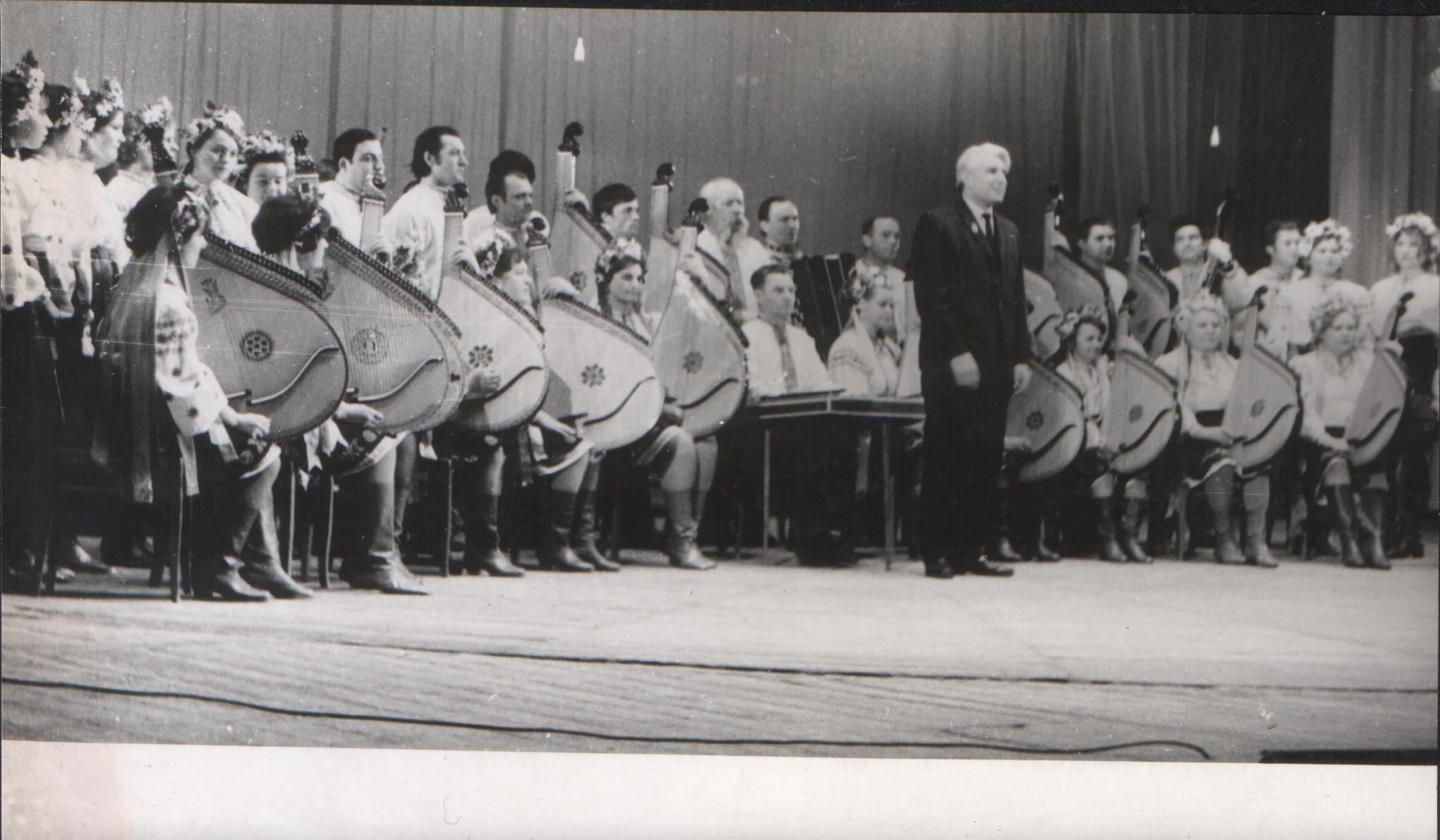
Диригує Андрій Бобир (Жовтневий палац, Київ, 1974)

Оркестр очолювали диригенти:
- Володимир Комаренко,
- Микола Хіврич,
- Андрій Наумов,
- Андрій Бобир (з 1965)
- Валерій Варакута (1989—1995)
- Святослав Литвиненко (з 1996)
- Михайло Пікульський — художній керівник і головний диригент колективу (з 2013)

З оркестром також працювали диригенти Григорій Куляба, Марк Геліс, Віктор Гуцал, Святослав Литвиненко.

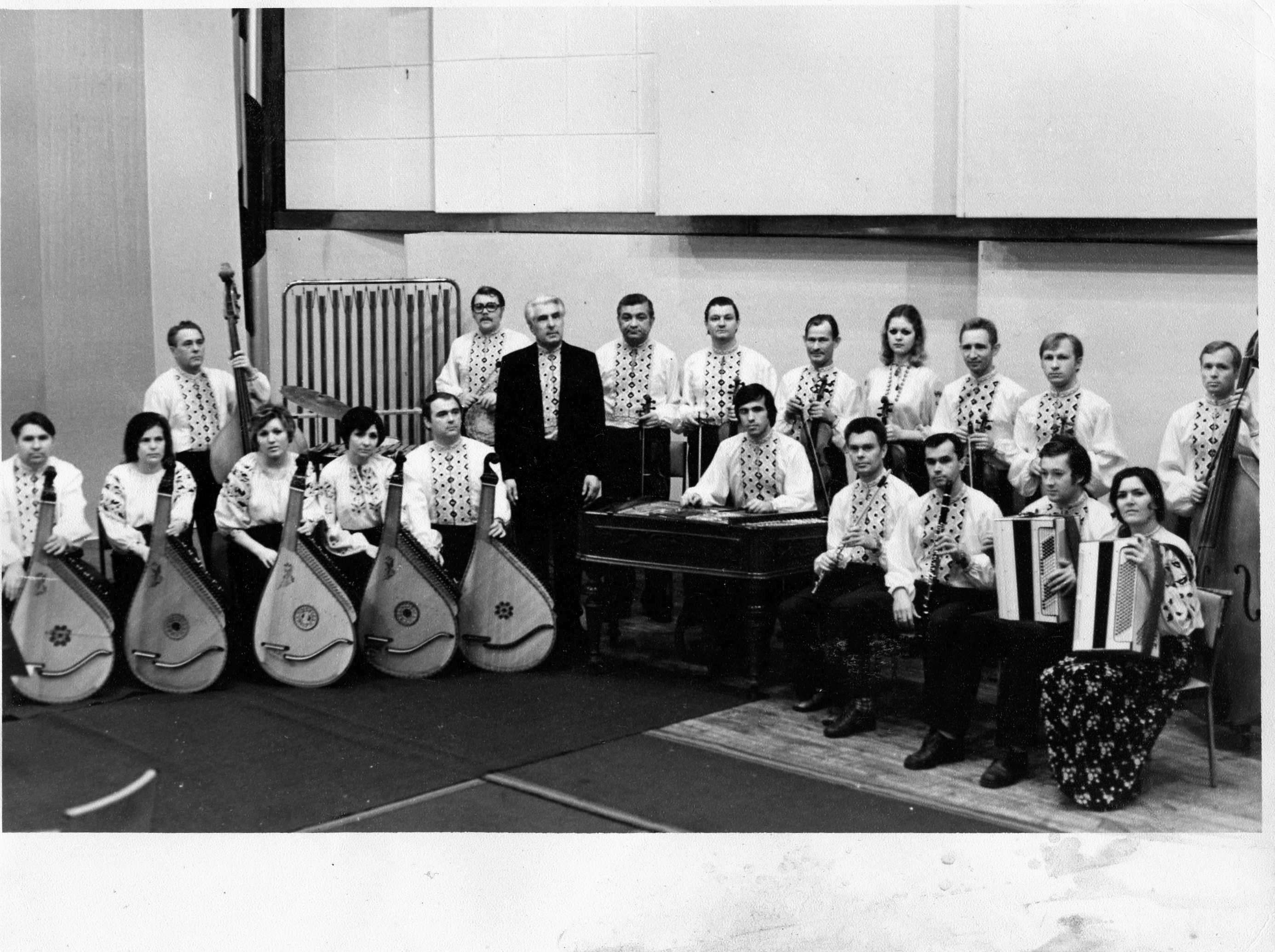
Оркестр народних інструментів Держтелерадіо УРСР
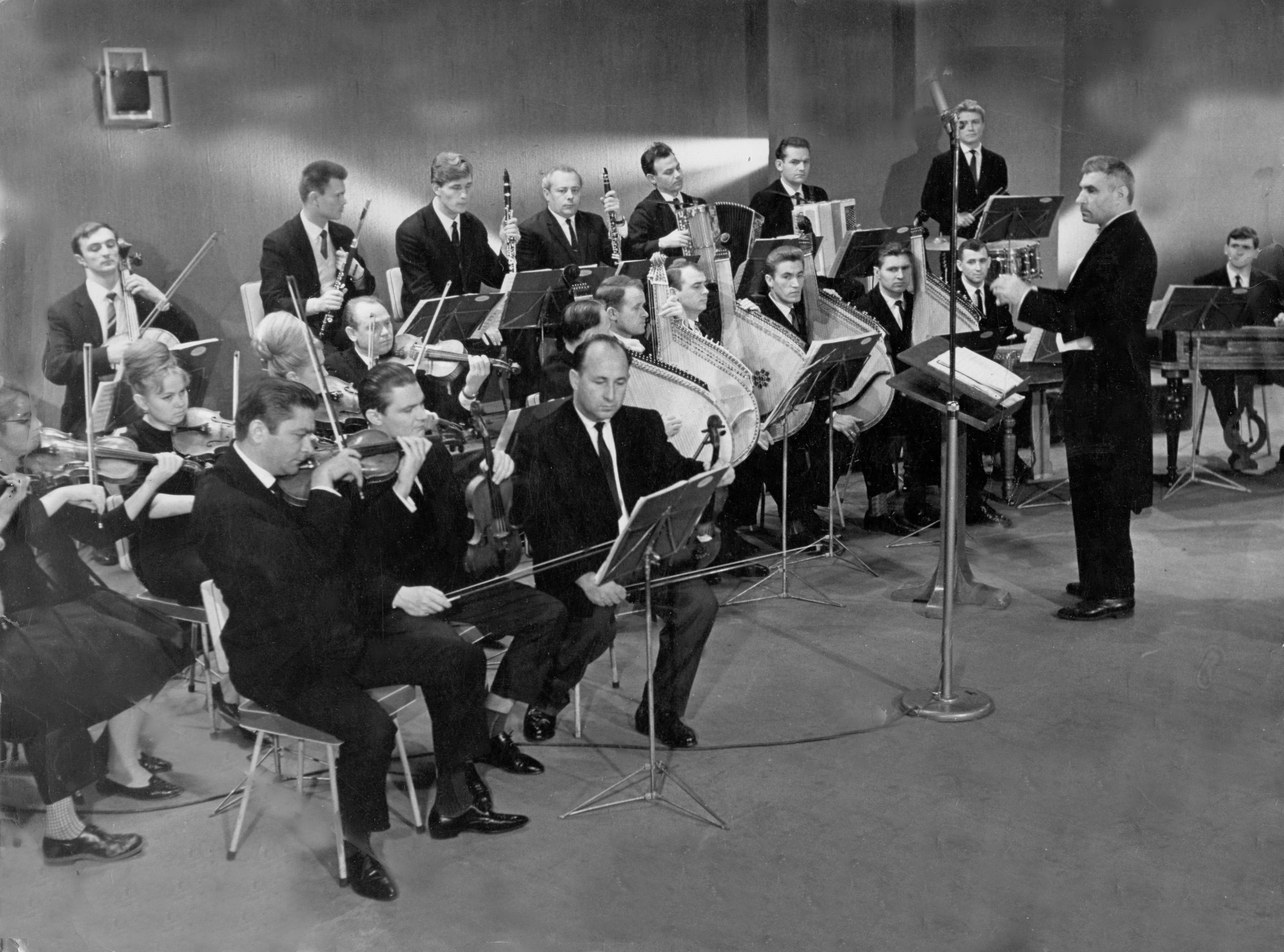
Оркестр народних інструментів Держтелерадіо УРСР

## Репертуар
У репертуарі колективу творів композиторів: Миколи Лисенка, Михайла Завадського, Семена Гулака-Артемовського, Остапа Нижанківського, Левка Ревуцького, Бориса Лятошинського, Михайла Вериківського, Андрія Штогаренка, Ігоря Шамо, Віталія Кирейка, Климентія Домінчена, Миколи Дремлюги, Олександра Білаша, Костянтина Мяскова.
У фонді Українського радіо зберігаються записи оркестру з корифеями української оперної сцени — 3оєю Гайдай, Борисом Гмирею, Іваном Паторжинським, Марією Литвиненко-Вольгемут, Ларисою Руденко та видатними співаками України: Дмитром Гнатюком, Євгенією Мірошниченко, Анатолієм Солов'яненком, Миколою Кондратюком, Анатолієм Мокренком, Галиною Туфтіною та іншими.
Музиканти оркестру відновлюють виконавські традиції на призабутих народних музичних інструментах — лірі, окарині, ребрі, козобасі, сопілці.
Композитори створюють для оркестру також нетрафаретні твори, таких як «Концерт для кобзи» Костянтина Мяскова, «Концертино для мандоліни» Євгена Льонка, «Романс для скрипки» та «Концерт для баяна» Анатолія Гайденка, концертні п'єси для цимбал Ісидора Бурдіна, Павла Теуту та багатьох інших.

## Діяльність
Оркестр виступає ініціатором численних мистецьких акцій.
Розвиває синтез фольклорної музичної спадщини з сучасними засобами обробки й аранжування, здійснює записи до фонду Українського радіо. Приклади таких записів:
- опера-ораторія Петра Петрова-Омельчука «Опришки» за літературним твором Гната Хоткевича,
- фольк-кантата Володимира Рунчака «Чумацькі пісні»,
- твори сучасних композиторів Володимира Шумейка, Віктора Степурка.
- цикли стрілецьких та повстанських пісень, композиторів діаспори.

Оркестр бере участь у міжнародних музичних фестивалях України, таких як «Київ Музик Фест» та «Музичні прем'єри сезону».
Оркестр виступав у Національній філармонії України, Національному будинку органної та камерної музики, Національному палаці «Україна», «Українському домі» на творчих вечорах видатних композиторів і виконавців.

## Окремі музиканти
З 1965 по 1992 рік концертмейстером (скрипка) тодішнього Оркестру народних інструментів Держтелерадіо УРСР під керівництвом Андрія Бобиря був Віталій Павлович Храпко (29 січня 1939, Київ — 30 березня 1992, Київ). 1965 він закінчив Київську консерваторію.